# 宁乡县第五高级中学
宁乡县第五高级中学，位于湖南省长沙市宁乡县双凫铺镇，为宁乡县高级中学之一。

## 历史
1944年，中华民国共产党员汤菊中建立了湖南私立宗一中学，它是宁乡五中的前身。
1946年，中共湖南省工委开始渗透到宁乡五中，建立了中共地下特别支部，中共开始对宁乡五中实行管辖。
1949年，宁乡五中隶属于宁乡县人民政府。

## 知名校友
- 周太暄（中国革命家）
- 王野渔（中国革命家）
- 毛楚雄（中国革命家）
- 周政（湖南省原省委书记）
- 方用（湖南省教育厅第二任厅长）
- 周太暄（辽宁省教育厅原厅长）
- 袁喜清（《中国改革报》报社教育部主任）
- 左连生（湖南省农科院院长）
- 熊匡汉（暨南大学教授）

## 荣誉称号
- “园林式单位”[1]
- “文明单位”[1]
- “长沙市科技工作先进单位”[1]
- “宁乡县校本教研基地”[1]
- “宁乡县体育特色学校”[1]
- “长沙市市级示范性高级中学”[1]